# کند اوبا
کند اوبا (به لاتین: Kəndoba) یک منطقه مسکونی در جمهوری آذربایجان است که در شهرستان آق‌سو واقع شده است. کند اوبا ۲۱۰۴ نفر جمعیت دارد.